# Hrabstwo Hopkins (Teksas)

Piramida wieku hrabstwa

Hrabstwo Hopkins – rolnicze hrabstwo położone w USA, w północno–wschodnim Teksasie, pomiędzy jeziorami Fork i Cooper. Utworzone w 1846 r. Siedzibą hrabstwa jest miasto Sulphur Springs.

## Gospodarka
W 2017 roku z liczbą prawie 7 mln ptaków, hrabstwo jest piątym co do wielkości producentem drobiu w Teksasie, posiada także znaczne hodowle bydła (124,9 tys.), koni (3,2 tys.), kóz (1,9 tys.), oraz jest jednym z najważniejszych producentów siana w Teksasie (12. miejsce). Zajmuje 24. miejsce w stanie pod względem zysków z akwakultury. 13% areału hrabstwa to obszary leśne. Niewielkie wydobycie ropy naftowej. 

## Sąsiednie hrabstwa
- Hrabstwo Delta (północ)
- Hrabstwo Franklin (wschód)
- Hrabstwo Wood (południe)
- Hrabstwo Rains (południowy zachód)
- Hrabstwo Hunt (zachód)

## Miasta
- Como
- Cumby
- Sulphur Springs
- Tira

## Demografia
W 2020 roku 88,7% mieszkańców hrabstwa stanowiła ludność biała (72,8% nie licząc Latynosów), 7,4% to byli czarnoskórzy Amerykanie lub Afroamerykanie, 2,0% było rasy mieszanej, 1,0% to rdzenna ludność Ameryki i 0,7% to byli Azjaci. Latynosi stanowili 17,4% ludności hrabstwa.

## Religia
W 2020 roku około połowy mieszkańców jest członkami Kościołów protestanckich, głównie baptystów (ponad 30%), ale także ewangelikalnych bezdenominacyjnych (6,6%), metodystów (4,1%), zielonoświątkowców (ok. 4%), campbellitów (3,3%) i innych. Inne religie obejmowały katolików (5,3%), świadków Jehowy (1,6%) i mormonów (0,89%).